# The Lamp of God
A Lâmpada de Deus é uma novela escrita em 1935 por Ellery Queen . Foi publicado originalmente na Detective Story Magazine em 1935 e publicado pela primeira vez em livro como parte de The New Adventures of Ellery Queen em 1940. Ele está incluído aqui separadamente por causa de sua publicação independente como # 23 nas edições Dell Ten-Cent em 1951.

## Resumo do enredo
Ellery Queen é convidada por um amigo advogado para ajudar a proteger os interesses de uma herdeira muito jovem. Eles a conhecem, junto com um desagradável médico amigo de sua família, quando ela desembarca em Nova York de um transatlântico que chega da Inglaterra. Ela descobre que seu pai, de quem ela está separada desde criança, morreu quando ela estava para se reunir com sua família excêntrica e herdar o lendário tesouro de ouro de seu pai. O grupo dirige por horas para chegar a uma casa vitoriana feia e sinistra chamada Casa Negra ao anoitecer.
A Casa Negra, onde seu pai morreu, é inabitável - o grupo encontra a família e se deita em uma pequena casa de pedra ao lado. Quando eles acordam, a Casa Negra desapareceu como se nunca tivesse existido. Ellery deve se livrar das armadilhas góticas e das sugestões de magia negra para descobrir o que aconteceu com a Casa Negra e o ouro.

## Significado literário e crítica
Depois de nove populares romances de mistério e o primeiro de muitos filmes, o personagem de Ellery Queen estava firmemente estabelecido. Esta novela foi uma das primeiras peças de ficção mais curtas a apresentar Ellery Queen. Este período no cânone de Ellery Queen sinaliza uma mudança no tipo de história contada, afastando-se do formato intrincado de mistério e quebra-cabeça que havia sido uma marca registrada dos nove romances anteriores, cada um com uma nacionalidade em seu título e um "Desafio para o Leitor "imediatamente antes de a solução ser revelada. Tanto o "título de nacionalidade" quanto o "Desafio ao Leitor" desaparecem neste ponto do cânone.
"O melhor dos contos (de Ellery Queen) pertence ao primeiro período intensamente raciocinador, e tanto The Adventures of Ellery Queen (1934) quanto The New Adventures of Ellery Queen (1940) são tão absolutamente justos e totalmente intrigantes quanto o devoto mais apaixonado da ortodoxia poderia desejar. . . . (Cada) história nestes livros é composta com habilidade maravilhosa. " 
A série "Dell 10 ¢ Book", da qual este foi o nº 23, foi um experimento de curta duração da Dell Books em 1951.  Com 64 páginas e um preço de capa de US $ 10 ¢, esta é uma entrada típica na série de 36 títulos. Esta novela nunca mais foi publicada separadamente e geralmente é encontrada em The New Adventures of Ellery Queen (1940), uma coleção de obras mais curtas.
Esta novela foi incluída por John Dickson Carr em 1946 entre as dez melhores histórias de mistério já escritas.